# 654
Cette page concerne l'année 654  du calendrier julien. Pour l'année 654 av. J.-C., voir 654 av. J.-C.
L'année 654 est une année commune qui commence un mercredi.

## Événements
- 1er mars : les Juifs de Tolède signent un engagement collectif (placitum) promettant de ne maintenir aucune relation avec les convertis, de ne pas pratiquer la circoncision, de ne pas célébrer le sabbat et les fêtes juives, de ne pas observer les interdits alimentaires (à l'exception de la viande de porc), de rejeter les croyances et les pratiques de leurs ancêtres pour observer celles des chrétiens[1].
- Avril : Constantin Pogonat devient coempereur d'Orient[2].
- 8 septembre : élection du pape Eugène Ier (fin de pontificat en 657)[3].
- 17 septembre : le pape Martin Ier arrive à Constantinople. Il est jugé et condamné à mort le 15 décembre[4]. Sa peine commuée en exil, il meurt l’année suivante.

- La flotte arabe de Muawiya s'empare des îles de Rhodes et de Cos[5]. Les vestiges du colosse de Rhodes sont emportés à dos de neuf cents chameaux et vendus.
- L’Arménie est entièrement conquise par les Arabes (654-655)[6].
- Peste en Provence, dans le Latium et à Pavie[7].
- Fondation de l'abbaye de Jumièges  par Philibert, fils d'un comte franc de Vasconie, sur un domaine de fisc royal dans le royaume franc de Neustrie[8].
- Promulgation du Liber Iudiciorum par le roi wisigothique Receswinthe. Wisigoths et Hispano-Romains sont soumis à une législation commune[9].

## Naissances en 654
- Bilichilde, reine des Francs, épouse de Childéric II.

## Décès en 654
- 1er juin : Pyrrhus de Constantinople.